# Societetshuset i Södertälje

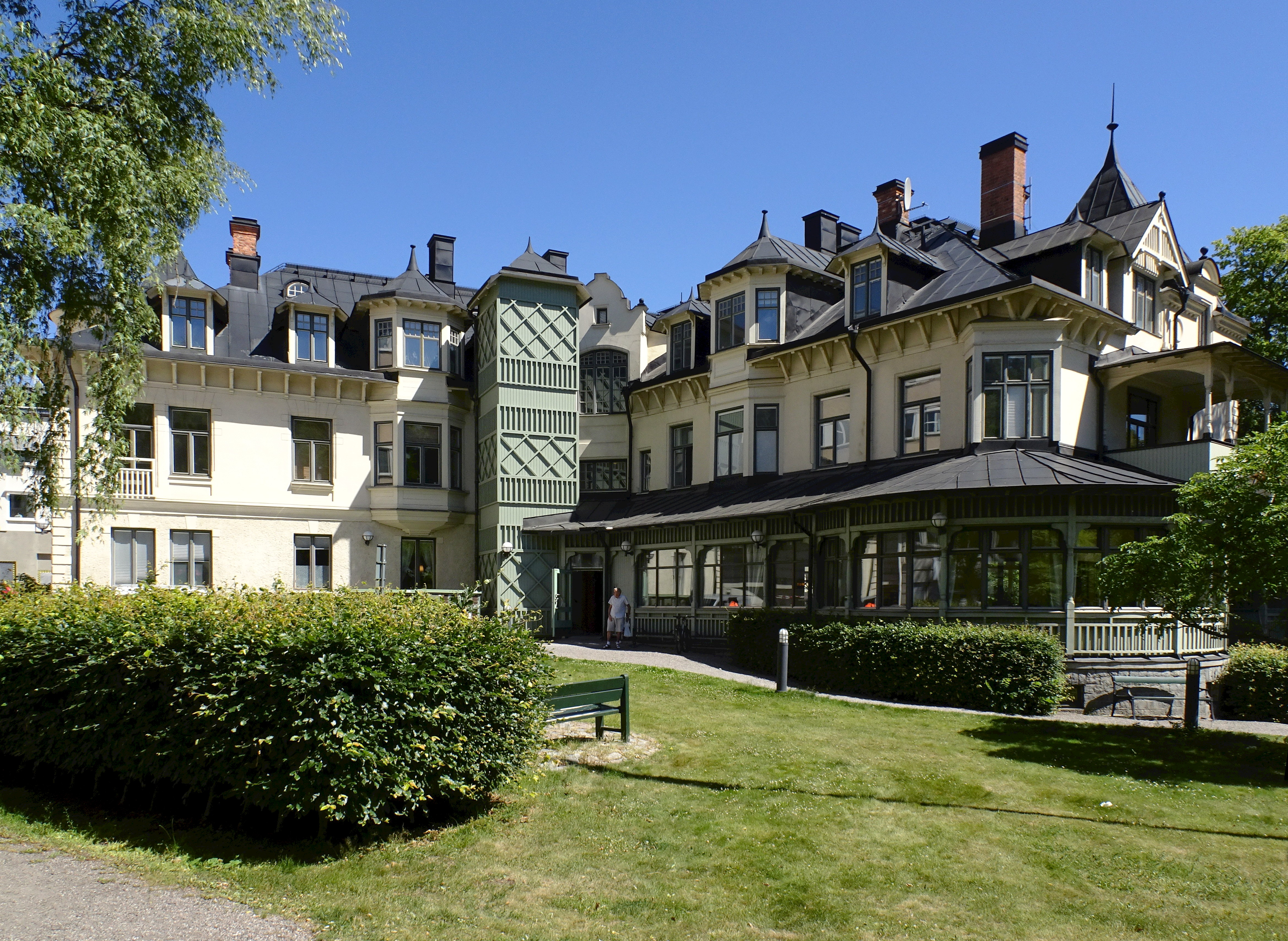
Rest av Nedre Badparken sydväst om Badhotellet i kvarteret Asken

Societetshuset i Södertälje var ett societetshus, som ingick i Södertelge Badinrättning.
Södertälje hade i början av 1800-talet en hälsokälla i bruk i form av Torekälla. Från mitten av 1800-talet utvecklades en kurortsverksamhet i källans närhet. År 1849 öppnades Södertelge Kallvattenkurinrättning efter utländsk förebild omedelbart söder om stadens centrum. En kurortsverksamhet utvecklades i Badparken, en stor park som sträckte sig från nuvarande Oxbacksleden västerut till Torekällskogen. Anläggningen hade både kall- och varmvattenbad, badhotell samt ett societetshus. 
Det första badhuset revs och ersattes av ett andra, som i sin tur brann ned 1903, varefter ett nytt uppfördes 1905. Samtidigt uppfördes Societetshuset i Badparken. Huset användes för tillställningar och utställningar efter det att badortslivet upphörde 1945. Under några år användes det som auktionshall, innan byggnaden revs 1974. 